# Аджиельська
Аджие́льська, Аджи́-Елі́-Озєні́ (крим. Acı Eli özeni) — маловодна річка в Україні, у Керченському районі Автономної Республіки Крим, Керченський півострів (басейн Азовського моря).

## Опис
Довжина річки 18 км, площа басейну водозбору 165  км², найкоротша відстань між витоком і гирлом — 13,03  км, коефіцієнт звивистості річки — 1,38 . Формується 3 балками та загатами.

## Розташування
Бере початок на південно-західній стороні від села Китай (крим. Qıtay). Тече переважно на північний захід через село Бєлінське (до 1948 — Палапан, крим. Palapan)  і на північно-західній околиці села Нововідрадне (до 1948 — Аджи-Бай, крим. Acı Bay)  впрадає у Казантипську затоку.
Населені пункти вздовж берегової смуги: Чистопілля (до 1948 — Дере-Салин, крим. Dere Salın) , Затишне (крим. Zatışne) .

## Цікавий факт
- З лівої сторони балки розташований хребет Каменистий (138,8 м)[6].